# Diagrammes d'Euler, de Venn et de Carroll
Les diagrammes d'Euler, de Venn et de Carroll sont des schémas géométriques utilisés pour représenter des relations logico-mathématiques. Créés pour visualiser la structure logique des syllogismes, ils sont couramment utilisés pour l'étude des relations entre ensembles.

## Diagrammes d'Euler
En vue d'étudier systématiquement les syllogismes, Leonhard Euler (1707-1783) eut l'idée de représenter géométriquement les attributs (ou propriétés, ou termes d'un syllogisme) : à chacun il associa un cercle, dont l'intérieur représentait l'extension (le domaine de validité) de l'attribut. La prise en compte simultanée de deux attributs (pour représenter une prémisse par exemple) conduisait à envisager trois configurations possibles :
Pour trois attributs, situation à prendre en compte pour un syllogisme, le nombre de configurations était de l'ordre d'une quinzaine, voire nettement plus si on prend en compte l'ordre des termes en vue d'une utilisation syllogistique. Exemples de configurations à valeur syllogistique : 
Exemples de configurations non syllogistiques :
Certaines configurations à quatre attributs (ou plus) ne peuvent pas être représentées par la méthode d'Euler. Par exemple, quatre cercles ne peuvent pas avoir toutes leurs intersections (deux à deux, trois à trois, et quatre) disjointes.
Les diagrammes d'Euler sont couramment utilisés pour représenter les positions relatives de plusieurs ensembles (inclusion, intersection, disjonction).

## Diagrammes de Venn
Un siècle plus tard, John Venn (1834-1923) opéra plusieurs modifications importantes dans la représentation eulérienne des attributs :
- remplacement des cercles par des courbes fermées simples (sans points doubles, par exemple des ellipses) ;
- utilisation dans tous les cas d'une unique représentation pour chaque ensemble de n attributs, dans laquelle toutes les conjonctions possibles p à p des attributs existent ;
- coloration (grisé ou hachures) des régions connues comme « vides » (conjonctions qu'on sait impossibles) ;
- indication par un signe graphique des régions connues comme « non vides » (conjonctions qu'on sait possibles).

Ainsi les trois configurations d'Euler pour le cas de deux attributs deviennent :
Venn pouvait représenter toutes les configurations associées à quatre attributs, voire cinq en trichant quelque peu avec ses principes (une zone centrale devait être considérée comme « extérieure »). Sa méthode fut étendue un siècle plus tard à six attributs par A. W. F. Edwards dans son livre Cogwheels of the Mind. Les diagrammes qui suivent sont créés à partir de ses travaux :
| Diagramme d'Edwards-Venn à trois ensembles.                                |  | Diagramme d'Edwards-Venn à quatre ensembles. |  |
| Diagramme d'Edwards-Venn à cinq ensembles.                                 |  | Diagramme d'Edwards-Venn à six ensembles.    |  |
| Source : Ian Stewart, Another Fine Math You've Got Me Into, 1992, chap. 4. |  |                                              |  |

### Autre usage de diagramme de Venn - les diagrammes sagittaux
Les diagrammes sagittaux sont utilisés pour représenter les relations binaires.

## Diagrammes de Carroll
Contemporain de Venn, Lewis Carroll (1832-1898) refusait la dissymétrie posée a priori entre l'intérieur et l'extérieur, c'est-à-dire entre l'attribut et sa négation. Ainsi pour Carroll l'attribut mortel et l'attribut immortel ont la même valeur, et il n'est pas légitime que l'un soit représenté par un espace clos et l'autre par un espace non clos. Il proposa donc une représentation dans laquelle l’« univers » est un carré, et chaque attribut divise ce carré en deux parties égales. Dès lors deux attributs divisent l'univers en quatre, trois attributs en huit, et ainsi de suite.
Renonçant à la connexité des subdivisions, Carroll pouvait représenter jusqu'à huit attributs simultanés. Par ailleurs il conservait le principe de Venn de signaler les régions inconnues comme vides et celles connues comme non vides. Les trois configurations d'Euler pour n = 2 deviennent pour Carroll :
|  |  |  |

## Source bibliographique
Jean Gattegno et Ernest Coumet, Logique sans peine, éd. Hermann, 1966. Traduction française (partielle) de l'ouvrage Symbolic Logic publié par Lewis Carroll en 1896-97 ; contient des références à l'ouvrage Symbolic Logic de Venn.